# مارتا بان
مارتا بان (بالفرنسية: Marta Pan) هي نحّاتة فرنسية ومجرية، ولدت في 12 يونيو 1923 في بودابست في المجر، وتوفيت في 12 أكتوبر 2008 في باريس في فرنسا.

## معرض صور

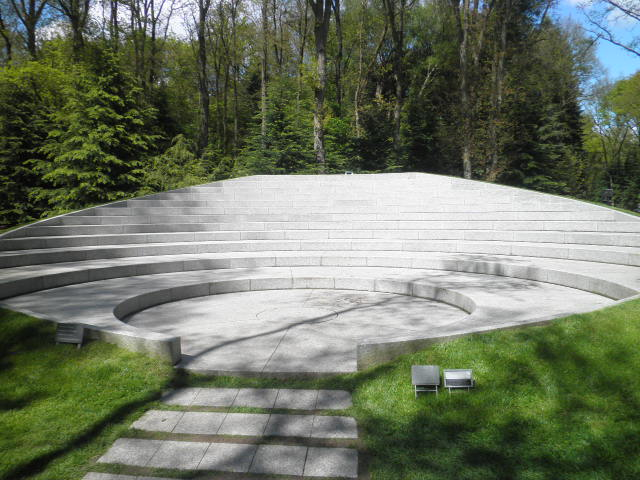
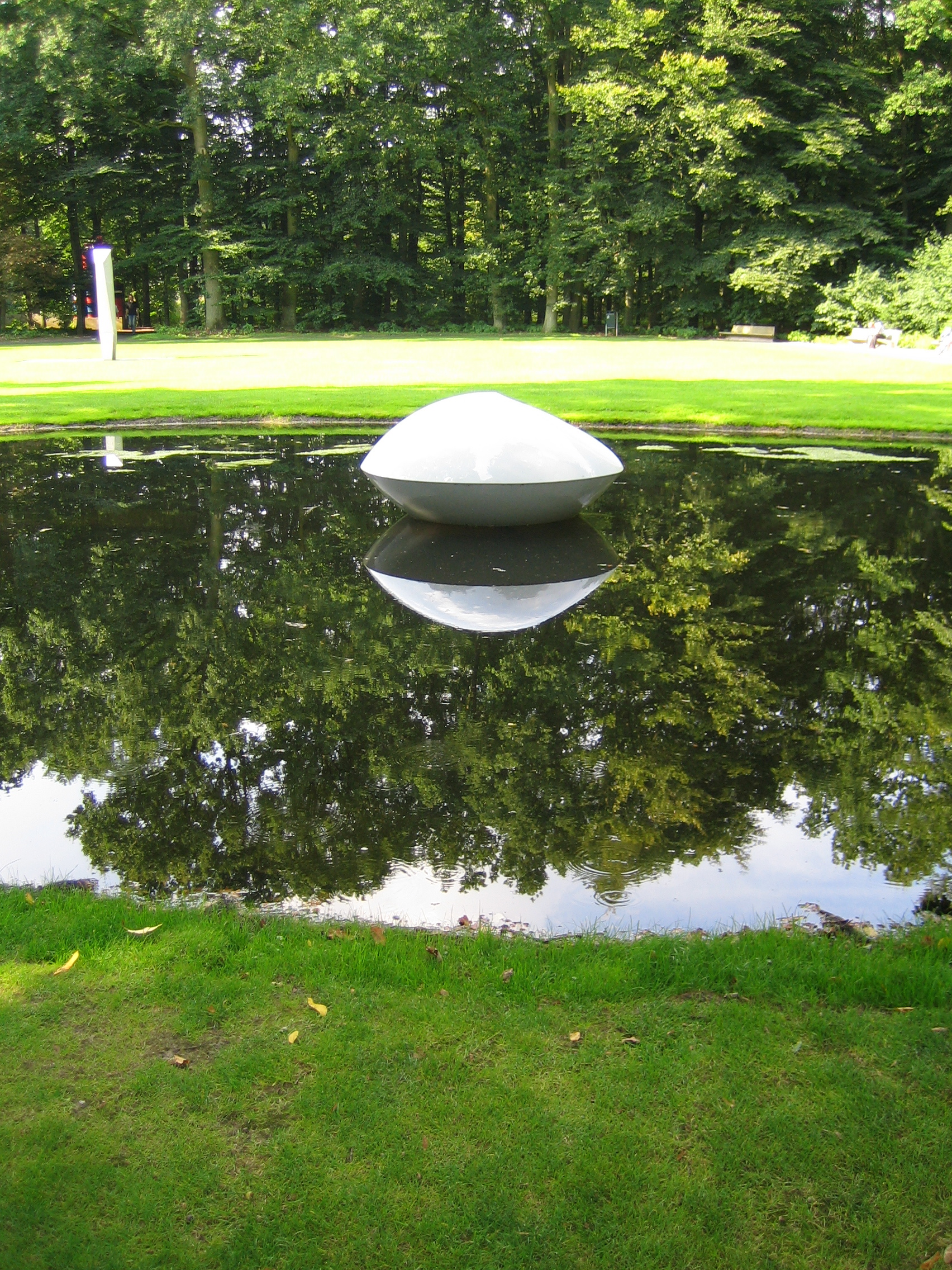
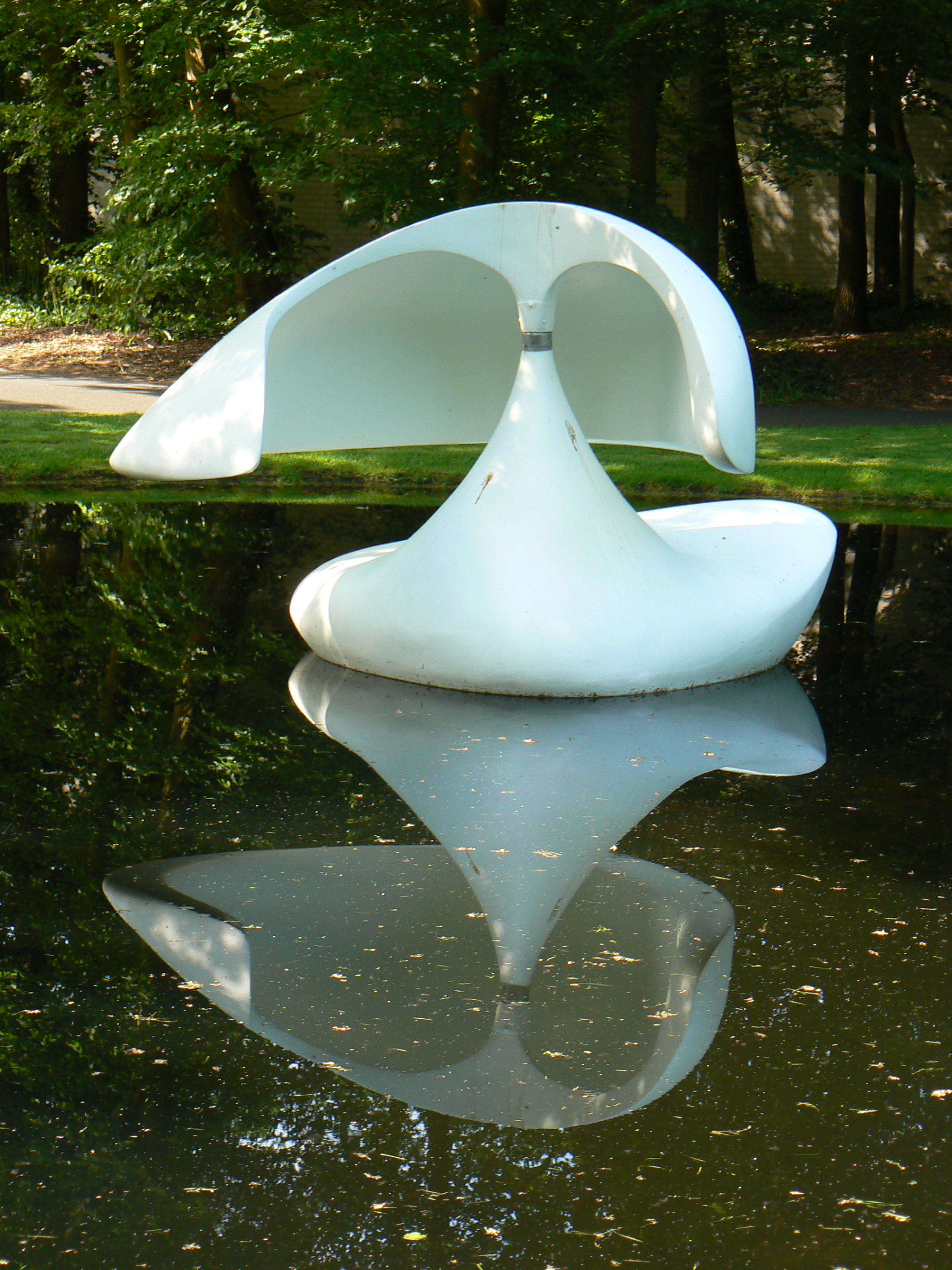